# Allium rupestristepposum
Allium rupestristepposum — вид рослин з родини амарилісових (Amaryllidaceae); ендемік Бурятії Росії.

## Поширення
Ендемік Бурятії Росії.
Зростає на кам'янистих степових схилах в басейні річки Баргузин.